# コタバト州

コタバト州の位置

コタバト州（コタバトしゅう、Province of Cotabato）は、フィリピン南部ミンダナオ島にある内陸州で、ソクサージェン地方（SOCCSKSARGEN, Region XII）に属する。面積は6,569.9km2、人口は958,643人（2000年）、州都はキダパワン（Kidapawan）である。
ルソン島やヴィサヤ諸島からのキリスト教徒移民が多く、元のムスリム系住民を圧倒している。2019年のバンサモロ自治地域成立時に、コタバト州西部のムスリムの多い67のバランガイでもバンサモロへの編入を問う住民投票が行われ、63のバランガイがコタバト州に属したままバンサモロ自治地域に編入された。

## 名称
コタバト（Cotabato）は、マギンダナオ族の言葉の kuta wato あるいはマレー語の kota batu が由来で、どちらも意味は「石の要塞」である。19世紀にフィリピン植民地に組み込まれる前のムスリム国家・マギンダナオ王国時代の名残りを残す地名である。

## 歴史
もともとコタバト州はミンダナオ島の中部、ミンダナオ川（スペイン語: Rio Grande de Mindanao）沿いのコタバト平野に広い領域を持ち、フィリピン一面積の広い州だったが、1966年に南コタバト州が分かれたのを最初に、1973年11月には北コタバト州、マギンダナオ州、スルタン・クダラット州の3つの州に分割され現在の領域となった。
1983年12月、北コタバト州がコタバト州に改名して現在に至っている。

## 地理
南にスルタン・クダラット州、東にダバオ地方の南ダバオ州と州に属さないダバオ市、北に北ミンダナオ地方のブキドノン州、バンサモロ自治地域の南ラナオ州、西に北マギンダナオ州、南西に南マギンダナオ州に接している。北マギンダナオ州内には、コタバト市があるが、ソクサージェン地方の中心都市で独立した都市である。コタバト州と混同されやすいが、1973年に分割される以前からの旧コタバト州の領域の名残でもある。